# Min bedste lærer 1-4
|  | Denne artikel er oprettet af botten PalnaBot ud fra en ekstern database. Den kan derfor have sproglige fejl eller mangler. Denne skabelon kan fjernes efter kontrol af indholdet. |

Min bedste lærer 1-4 er en film instrueret af Louise Detlefsen, Louise Kjeldsen.

## Handling
For mange har mødet med en lærer haft en afgørende betydning. At møde en person, som værdsætter den enkelte elevs evner og giver dem lyst til at lære og udvikle sig. Det kræver lærere, der ikke bare er fagligt dygtige, men autentiske mennesker, der tør bruge deres egne følelser og erfaringer i klasselokalet. I dokumentarserien "Min bedste lærer" følger vi Camilla Hoffmann - en usædvanlig kompetent og nærværende klasselærer - igennem et hårdt skoleår. Camilla Hoffmann arbejder på Hylleholt skolen i landsbyen Fakse Ladeplads, og filmholdet skildrer hendes arbejde med de enkelte elever og deres forskellige problemer: præstationsangst, pige-konflikter, ordblindhed og mobning. Gennem samtale, nærvær og en til tider barsk konfliktløsning formår Camilla at styrke elevernes selvtillid og hele klassens fællesskab.